# Nitraria
Nitraria es un género con 17 especies de plantas de flores perteneciente a la familia Nitrariaceae.

## Especies seleccionadas
- Nitraria billardierei
- Nitraria billardieri
- Nitraria caspica
- Nitraria komarovii
- Nitraria oliverii
- Nitraria pamirica
- Nitraria praevisa
- Nitraria retusa
- Nitraria roborowskii
- Nitraria schoberi
- Nitraria senegalensis
- Nitraria sericea
- Nitraria sibirica
- Nitraria sinensis
- Nitraria sphaerocarpa
- Nitraria tangutorum
- Nitraria tridentata

## Descripción
Las plantas del género Nitraria son arbustos que pueden crecer hasta 2 metros de alto. Las hojas pueden ser alternas o agrupadas, simples, semisuculentas. Las flores son pediceladas, con brácteas pequeñas y caducas; son actinomorfas, bisexuales, a menudo funcionalmente unisexuales. El cáliz presenta 5 lóbulos y es persistente; tiene n generalmente 5 pétalos y raramente 6. Tienen de 10-15 estambres, sin apéndices; las anteras son más o menos basifijas. El ovario es súpero, 3-locular, pubescente, con 1 óvulo por lóculo colgante, con estilo corto, grueso y obconical; tiene 3 estigmas decurrentes. Las estípulas son pequeñas, a menudo caducas, dispuestas en iinflorescencias escorpioides. Estas plantas producen frutos en drupa, con exocarpo carnoso y endocarpo duro óseo (putamen), 1 semilla por drupa; el putamen es ovoide-cónico, con fosas irregulares en la parte inferior y 6 surcos longitudinales en el tercio superior; las semillas no tienen endospermo. Los frutos son comestibles y pueden ser consumidos crudos o cocidos.

## Distribución
Estas plantas están bien adaptadas a ambientes áridos del sureste de Europa (Nitraria komarovii, Nitraria sibirica) y del Medio Oriente (Nitraria schoberi= Nitraria billardieri), además de Australia y África del Norte (Nitraria tridentata = Nitraria retusa) en zonas del norte y el oeste del desierto del Sahara y Mauritania.

## Fitoquímica y farmacognosia
Gerrit-Jan Koomen y Martin J. Wanner clasificaron los alcaloides de Nitraria en tres grupos: Espiroalcaloides ((+)-nitramina, (-)-isonitramina, (-)-sibirina, nitrabirina, N-óxido de nitrabirina, y sibirinina), alcaloides tripiperidínicos (Schoberina, deshidroschoberina, sibiridina y dihidroschoberina) y alcaloides indólicos (nazlinina, schobericina, komaroidina y acetilkomaroidina.)
De Nitraria retusa se encontró que el mayor componente del extracto de acetato de etilo a partir de las hojas es el glucoflavonoide isoramnetin-3-O-robinobiósido (I3-o-Rob). Este compuesto tiene un gran efecto antiproliferativo en células linfoblastoides TK6, debido a su efecto sobre la actividad de la caspasa-3 de la apoptosis.